# Permanent Fish
Permanent Fish（パーマネントフィッシュ）は、神戸を拠点に活動したアカペラグループである。2005年6月19日結成、2019年4月30日解散。所属事務所はファンタジア。

## 概要
KAZZの呼びかけに応え、学生ア・カペラの精鋭Tosea、Takeshi、Takaakiと東京で活動していたShunsukeが集結。神戸のライブバー「UP&ALL」で４人組として結成された。グループ名は「声の海を、どこまでも泳ぎ続ける魚たち」を意味する。声で奏でる音楽であるア・カペラを軸に、AOR中心の洋楽、邦楽のカヴァー、オリジナル、韓国語の楽曲など、幅広いレパートリーをもつ。「神戸から世界へ」を合言葉に、日本ではインディーズに身を置いていたが、ア・カペラのムーブメントをアジアへ広めようと、2008年4月、韓国でメジャーデビューを果たした。2009年11月、大韓民国文化芸能大賞外国芸能人賞を受賞。ファンクラブはBlue Lagoon。毎週木曜日、神戸ハーバーランドにある神戸煉瓦倉庫K-waveにてライブを開いていた。
2011年6月、Takaakiが卒業。2012年3月、KikuriとKouheiが加入したのち、6年弱の期間を6人組として活動した。2017年12月、KAZZが卒業し、2018年からは5人で活動した。
2019年1月16日に同年4月30日をもって解散することを発表し、解散前日にラストライブを開催し翌日解散した。

## メンバー
Shunsuke（しゅんすけ）（1984年9月1日- 茨城県出身）コーラス&リードボーカル。
東京でボーカルを学んでいたが、KAZZにその実力を見いだされ加入を決意。パワフルな歌唱力の持ち主で、熱く激しいシャウト系のサウンドを得意とする一方、ラブバラードも切々と歌い上げ、動物の鳴き声や楽器の音も巧みに再現。6人の中で最も長身。
Tosea（とっしー）（1982年11月10日- 岐阜県出身）コーラス&リードボーカル。
名古屋の学生サークルに所属。ボーカルユニット「Antique Notes」を経てメンバーに。曲の間にオリジナルの一人芝居や寸劇を披露し、イラストも得意とする。「僕」と「私」、どちらにも自然になりきり、甘くせつないラブソングを歌い上げる。妻はクラシックピアニストの長富彩。
Takeshi（たけし）（1982年5月14日- 岡山県出身）コーラス&リードボーカル＆ベース＆パーカッション。
高校時代「ぽち」の一員として「ハモネプリーグ」1位に輝く。関西大学ア・カペラサークル「Brooklyn 304」を経てPermanent Fishに加入した。6人中、最も低い音域を担当する。AORを主体とする洋楽に強く、楽曲のアレンジも数多く手がける。
Kikuri（きくり）（1990年1月8日- 千葉県出身）コーラス&リードボーカル。
2012年3月、新に加入。毒舌キャラ。独自の世界観をもち、これまでのPermanent Fishにはなかった雰囲気のオリジナル曲なども作成、披露している。
Kouhei（こうへい）（1989年4月28日- 東京都出身）ベース。
2012年3月に加入。大阪芸術大学卒。メンバーからも愛される弟的な、いじられキャラ。

## 卒業メンバー
Takaaki（たかあき）（1982年12月15日- 兵庫県出身）ベース。
学生時代は立命館大学のア・カペラサークル「Song-genics」に所属。日本最大級のアカペライベント、関西アカペラジャンボリーで、No.1ベーシストと呼ばれた実力派。加入当時のメンバーの中で最も韓国語が得意で、現地のステージでは流暢にMCを担当した。常にランニングを欠かさず、神戸市民マラソンにも出場。2011年6月脱退。
KAZZ（かず）（1972年8月7日-兵庫県出身）ボイスパーカッション。
20歳でアカペラに出逢って以来、神戸を拠点に活動。リーダーを務めた。2017年12月脱退。

## 出演
- パーマネントフィッシュのぎょぎょぎょラジオ[3]（2010年4月 -、Kiss FM KOBE）
- Star King（2010年11月21日、 韓国SBSテレビ）
- ミュージックヘッズ Presents LIVE H.E.A.D.S（207年10月、ラジオ関西）
- Permanent Fish のHappy HumpDay![4]（2018年４月 -、ラジオ関西）
- レギュラーライブ（毎週木曜、2006年9月 - 神戸CASHBOX、2017年2月 - 神戸煉瓦倉庫 K-wave）

## 経歴
- 2005年6月19日 神戸のライブバー「UP&ALL」にて結成。
- 2008年
  - 4月 ファン70人を引き連れ、韓国ツアーを敢行。
  - 6月 韓国にて世界男性モデル大会ゲスト出演。
- 2009年
  - 11月30日 第17回大韓民国芸能芸術大賞 外国アーティスト賞受賞。
- 2010年
  - 2月 そごう神戸店バレンタイン企画・御影高杉コラボ商品「歌チョコ」（CD付チョコ）発売。

バレンタインSPライブにてBaby Booと神戸で初共演。
  - 3月28日 梅田スカイビル空中庭園展望台メインサポーターに就任。
- 2011年
  - 6月 Takaakiが卒業。
- 2012年
  - 3月 KikuriとKouheiが加入して合計6人組となる。
  - 4月 さくらFMとFMたんごにて『スイスイスイッチ入れちゃうラジオ』スタート。
  - 8月 「Wonder Blue」がサンテレビにて毎週土曜日正午から放送の『週末ココいこっ！おっ！サンなび』テーマ曲に選ばれる。
- 2013年
  - 神戸と韓国にて「君がシャララ」「グデガシャララ」のPV撮影を行なう。
- 2014年
  - 1月 ラジオ関西にて「CRK MUSIC H.E.A.D.S. ANNEX Permanent Fish・浜本愛里のはーまもんとフィッシュ」放送開始。
- 4月 ラジオ関西のレギュラーラジオが「CRK MUSIC H.E.A.D.S. ANNEX Permanent Fishの深夜に大漁旗！BING BING BING！！」へリニューアル
  - 4月 神戸市立須磨海浜水族園オフィシャルパートナーに前年に引き続き就任。
- 2015年
  - 4月 ラジオ関西にてレギュラーラジオ「Permanent Fishのアカペラの時間」放送開始。(毎週月曜23:30～24:00放送中）
  - オリジナル曲「君がシャララ」がKCN京都で放送中の番組「Myけいはんな」にてOPとEDに起用される。
  - 「君がシャララ」が映画「たこ焼きの詩」の主題歌に起用される。映画にはPermanent Fishメンバーも出演した。
- 2016年
  - 1月 レギュラーラジオ「ＣＲＫミュージックヘッズ」放送開始（ラジオ関西）。(毎週水曜22:00～23:30放送中）
- 2017年
  - 3月 Toseaが書いた顔ハメパネルが、神戸市立須磨海浜水族園にて設置開始[6]。
  - 7月 バンドー神戸青少年科学館にてプラネタリウムとアカペラのコラボコンサートを開催。
  - 7月 豊岡市指定文化財 出石永楽館にてアカペラコンサート開催。
  - 12月31日　神戸市立須磨海浜水族園にてカウントダウンイベントに出演。KAZZグループ卒業。
- 2018年
  - 8月17日 Album「ONE」が販売開始2か月半で1000枚の売り上げを達成。
- 2019年
  - 1月16日 同年4月30日をもって解散することを発表した[2]。
  - 4月29日 神戸文化ホールにてラストライブ『Permanent Fish ラストコンサート～ありがとう～』を開催。
  - 4月30日 解散。

## ディスコグラフィ
- 2006年
  - 4月14日 1st mini album「Home」
  - 9月6日 cover mini album「City Blue」
  - 12月3日 1st maxi single「あなたに聞いてほしいこと」
- 2007年
  - 5月10日 2nd mini album「Love Category」
  - 9月20日 3rd mini album「Effective」
- 2008年
  - 3月14日 2nd maxi single「小さな僕の愛しかた」
  - 4月30日 韓国デビュー アルバム「Premium K」
- 2009年
  - 2月25日 フルアルバム「GIVE&GIVE」
  - 8月16日 韓国2ndアルバム「crossing」
- 2010年
  - 3月3日 コラボレーションMaxi Single「世界中の素敵なもの全部」
  - 4月28日 アルバム「reply→」
  - 9月22日 「ジブリ・アカペラスタイル」
  - 10月21日 ベストアルバム「Paramount Fish」
- 2011年
  - 11月19日 mini album「Share with...」
- 2012年
  - 8月4日 Maxi Single「Wonder Blue」
  - 12月 mini album「humming」
- 2013年
  - 3月 韓国Single「グデガシャララ」
- 2014年
  - 6月 mini album 「voyage」
- 2015年
  - 9月 Album 「この出逢いのため」
- 2017年
  - 11月 single「カピバラ・ハードボイルド」
- 2018年
  - 6月　Album「ONE」